# Organisation républicaine pour l’avenir des nouvelles générations
Die Orange Party, offiziell Organisation républicaine pour l'avenir des nouvelles générations (en.: Republican Organization for the Future of New Generations, ORANGE, dt.: Republikanische Organisation für die Zukunft Neuer Generations) ist eine politische Partei in den Komoren. Die Partei wurde 2013 vom Mohamed Daoudou gegründet.

## Geschichte
Die Partei trat erstmals bei den Parlamentswahlen 2015, wo sie 6 % der Stimmen, konnte damit jedoch keinen Sitz erringen. Die Partei nominierte Daoudou als Kandidaten für die Präsidentenwahlen 2016, wo er mit 4 % der Stimmen auf die siebte Stelle von 25 Kandidaten kam. Obwohl der Stimmenanteil der Partei in den Parlamentswahlen 2020 auf 4 % sank, konnte sie zwei Sitze erringen und wurde damit die zweitgrößte Partei in der Unionsversammlung.